# Alejo Cruz
Alejo Cruz Techera (Montevideo, 1 de septiembre de 2000) es un futbolista uruguayo. Juega de extremo izquierdo y su equipo actual es el Club Atlético Peñarol de la Primera División de Uruguay.

## Trayectoria
Debutó como profesional el 2 de junio de 2021, el entrenador Damián Santín lo colocó de titular en la fecha 1 del Campeonato Uruguayo de Segunda División 2021, se enfrentaron a Uruguay Montevideo y ganaron 1-0. Su primer partido oficial lo jugó con 20 años y el dorsal número 26.
El 26 de junio, en la fecha 4 jugaron contra Rocha y convirtió su primer gol oficial al comienzo del segundo tiempo para abrir el marcador, pero en menos de 10 minutos los rivales convirtieron 2 goles y dieron vuelta el marcador, fue el propio Alejo que en los siguientes 5 minutos convirtió otro gol y brindó una asistencia para sellar el resultado 2-3 a favor.
En su primera temporada como profesional jugó 24 partidos, convirtió 8 goles y otorgó 4 asistencias. Racing no logró el ascenso tras ser derrotado por Defensor Sporting en la final del playoff.
Regresó a Peñarol y disputó el primer partido del año el 30 de enero, en lo que fue la Supercopa Uruguaya 2022, fue titular con la camiseta número 10 ante Plaza Colonia y ganaron por la mínima tras la prórroga. El entrenador Mauricio Larriera no lo consideró como opción al comienzo del campeonato uruguayo, en el primer semestre disputó un total de 5 partidos.
El 8 de enero de 2024 fue fichado por Atlético Goianiense. Defendió el Dragão en 75 oportunidades, anotó 6 goles y aportó 4 asistencias.
Rescindió contrato con el club brasileño por incumplimiento contractual. Tuvo ofertas del Brasileirão, Grecia y Portugal, pero decidió regresar a Uruguay, fue fichado por Peñarol el 30 de julio de 2025.

## Estadísticas
Actualizado al último partido citado el 12 de julio de 2025.
| Club                            | Div.          | Temporada     | Liga  | Liga  | Liga   | Estatal | Estatal | Estatal | Copas nacionales | Copas nacionales | Copas nacionales | Copas internacionales | Copas internacionales | Copas internacionales | Total | Total | Total  |
| Club                            | Div.          | Temporada     | Part. | Goles | Asist. | Part.   | Goles   | Asist.  | Part.            | Goles            | Asist.           | Part.                 | Goles                 | Asist.                | Part. | Goles | Asist. |
| ------------------------------- | ------------- | ------------- | ----- | ----- | ------ | ------- | ------- | ------- | ---------------- | ---------------- | ---------------- | --------------------- | --------------------- | --------------------- | ----- | ----- | ------ |
| Racing C. de Mdeo. · Uruguay    | 2.ª           | 2021          | 24    | 8     | 4      | —       | —       | —       | —                | —                | —                | —                     | —                     | —                     | 24    | 8     | 4      |
| Racing C. de Mdeo. · Uruguay    | Total club    | Total club    | 24    | 8     | 4      | 0       | 0       | 0       | 0                | 0                | 0                | 0                     | 0                     | 0                     | 24    | 8     | 4      |
| C. A. Peñarol · Uruguay         | 1.ª           | 2022          | 4     | 0     | 0      | —       | —       | —       | 1                | 0                | 0                | 2                     | 0                     | 0                     | 7     | 0     | 0      |
| C. A. Peñarol · Uruguay         | Subtotal club | Subtotal club | 4     | 0     | 0      | 0       | 0       | 0       | 1                | 0                | 0                | 2                     | 0                     | 0                     | 7     | 0     | 0      |
| Albion F. C. · Uruguay          | 1.ª           | 2022          | 11    | 1     | 2      | —       | —       | —       | -                | -                | -                | —                     | —                     | —                     | 11    | 1     | 2      |
| Albion F. C. · Uruguay          | Total club    | Total club    | 11    | 1     | 2      | 0       | 0       | 0       | 0                | 0                | 0                | 0                     | 0                     | 0                     | 11    | 1     | 2      |
| Danubio F. C. · Uruguay         | 1.ª           | 2023          | 29    | 3     | 8      | —       | —       | —       | 0                | 0                | 0                | 6                     | 0                     | 1                     | 35    | 3     | 9      |
| Danubio F. C. · Uruguay         | Total club    | Total club    | 29    | 3     | 8      | 0       | 0       | 0       | 0                | 0                | 0                | 6                     | 0                     | 1                     | 35    | 3     | 9      |
| Atlético C. Goianiense · Brasil | 1.ª           | 2024          | 36    | 2     | 2      | 10      | 1       | 1       | 5                | 0                | 1                | —                     | —                     | —                     | 51    | 3     | 4      |
| Atlético C. Goianiense · Brasil | 2.ª           | 2025          | 9     | 0     | 0      | 13      | 3       | 0       | 2                | 0                | 0                | —                     | —                     | —                     | 24    | 3     | 0      |
| Atlético C. Goianiense · Brasil | Total club    | Total club    | 45    | 2     | 2      | 23      | 4       | 1       | 7                | 0                | 1                | 0                     | 0                     | 0                     | 75    | 6     | 4      |
| C. A. Peñarol · Uruguay         | 1.ª           | 2025          | 0     | 0     | 0      | —       | —       | —       | -                | -                | -                | -                     | -                     | -                     | 0     | 0     | 0      |
| C. A. Peñarol · Uruguay         | Total club    | Total club    | 4     | 0     | 0      | 0       | 0       | 0       | 1                | 0                | 0                | 2                     | 0                     | 0                     | 7     | 0     | 0      |
| Total carrera                   | Total carrera | Total carrera | 112   | 14    | 16     | 23      | 4       | 1       | 8                | 0                | 1                | 8                     | 0                     | 1                     | 151   | 18    | 19     |
| 1. 2.                           |               |               |       |       |        |         |         |         |                  |                  |                  |                       |                       |                       |       |       |        |

## Palmarés

### Títulos nacionales
| Título             | Club          | País    | Año  |
| ------------------ | ------------- | ------- | ---- |
| Supercopa Uruguaya | C. A. Peñarol | Uruguay | 2022 |

### Títulos regionales
| Título            | Club                   | País   | Año  |
| ----------------- | ---------------------- | ------ | ---- |
| Campeonato Goiano | Atlético C. Goianiense | Brasil | 2024 |